# Носоновский, Геннадий Владимирович
Геннадий Владимирович Носоновский — представитель высшего командования Вооружённых сил Казахстана, генерал-майор.

## Биография
Геннадий Носоновский родился в Алма-Ате в семье фронтовика.
Окончил Казанское суворовское военное училище.
В 1969 году поступил на обучение в Ташкентское высшее танковое командное училище.
В 1973 году по окончании училища был отправлен на службу командиром танкового взвода в Группу советских войск в Германии.
В 1978 году в должности командира танковой роты переведён на службу в Прибалтийский военный округ. Там же был повышен до должности начальника штаба мотострелкового батальона.
С 1982 по 1985 год был слушателем Военной академии бронетанковых войск.
С 1985 по 1993 годы проходил службу в 78-й танковой дивизии Среднеазиатского военного округа на должностях начальника штаба танкового полка, командира танкового полка, начальника штаба танковой дивизии.
С созданием Вооружённых сил Казахстана, Носоновский принял участие в формировании 1-го армейского корпуса в г. Семипалатинск, в котором занимал должность начальника штаба корпуса в период с 1994 по 1997 годы.
С 1997 по 1999 годы занимал аналогичную должность во 2-м армейском корпусе, штаб которого находился в Алма-Ате.
С 1999 по 2000 — начальник департамента Генерального штаба Вооружённых сил.
С 2000 по 2003 — начальник штаба Южного военного округа в г. Тараз.
С 2003 по 2007 — начальник Главного управления боеприпасами Вооружённых сил.
С 2007 по 2010 - заместитель председателя Комитета штабов Вооружённых сил.
В 2010 году вышел в отставку.
Работает в военно-промышленном комплексе Казахстана, на предприятии «Казахстан Инжиниринг». Представитель Семипалатинского танково-ремонтного завода в Астане.

## Семья
Супруга в первом браке — Лидия Федоровна. Сын — Евгений. Внук — Павел.
Состоит с 2004 года во втором браке. Сын — Данила.